# صلاح شحرور
صلاح شحرور مواليد 1 فبراير 1988 في حلب، هو لاعب كرة قدم سوري يلعب في مركز الدفاع، يلعب حاليا في لبنان مع نادي النجمة اللبناني.

## روابط خارجية
- صلاح شحرور على موقع الاتحاد الدولي (مؤرشف)  (الإنجليزية)
- صلاح شحرور على موقع قاعدة بيانات كرة القدم.إي يو (الإنجليزية)
- صلاح شحرور على موقع عالم كرة القدم.نت (الإنجليزية)